# Electric and International Telegraph Company
L'Electric and International Telegraph Company, appelée d'abord Electric Telegraph Company, fondée en 1846 par William Fothergill Cooke et John Lewis Ricardo (en), est la première société de télégraphie électrique au monde à être cotée en Bourse. C'était la plus grande et la plus ancienne des sociétés britanniques de télégraphe au moment du vote de la loi les nationalisant en juillet 1868.

## Histoire

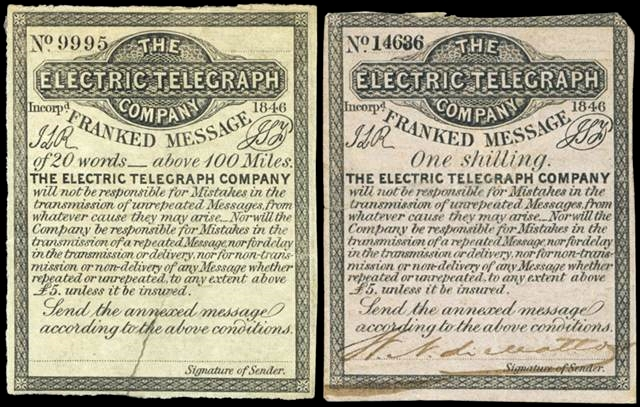
Des timbres de l'Electric Telegraph Company en 1854.

À sa création, la société se dénomme Electric Telegraph Company et achète tous les brevets déposés par Charles Wheatstone et William Fothergill Cooke pour leur télégraphe électrique à aiguilles, afin d'équiper un réseau ferroviaire en pleine expansion. Elle fusionne ensuite avec l'International Telegraph Company, grâce à la loi votée en 1855, trois ans après que cette dernière ait obtenu une concession du gouvernement néerlandais pour relier Orfordness, sur la côte anglaise, à Scheveningham, en Hollande, puis La Haye. La société diffusait aussi un service de nouvelles d'informations générales à la presse anglaise.
Critiquée pour ses tarifs élevés, elle sera nationalisée après le Telegraph Act de 1869, comme les quatre autres grands opérateurs du Royaume-Uni, à la suite d'une campagne de Frank Ives Scudamore, dirigeant du Post Office britannique, malgré les protestations de ces compagnies.